# 下顎犬歯
下顎犬歯（かがくけんし、mandibular canine）は下顎側切歯の遠心にある歯。
近心側隣接歯：下顎側切歯
遠心側隣接歯：下顎第一小臼歯
対合歯：上顎側切歯と上顎犬歯
日本では一般的に、左側下顎犬歯を左下3番（表記は┌の中に3を入れた物）、右側下顎犬歯を右下3番（表記は┐の中に3を入れた物）と呼ぶが、この他、左側下顎犬歯を22、右側下顎犬歯を27とする表記法や、左側下顎犬歯を33、右側下顎犬歯を43とする表記法も国際的に知られる。